# Орфанні препарати
Орфанні препарати — це лікарські засоби, призначені для діагностики, профілактики та лікування рідкісних захворювань або станів, що становлять серйозну загрозу для здоров'я або життя пацієнта.
У Європі хворобу або патологічний стан відносять до категорії рідкісних захворювань, якщо рівень захворюваності не перевищує 1 випадку на 2000 осіб.
Препарати називаються орфанними або «сирітськими», тому що в умовах ринкової економіки фармацевтична промисловість не зацікавлена в розробці та продажу ліків, призначених для невеликої кількості хворих.
Це пояснюється тим, що очікувані надходження від продажу таких лікарських засобів не покривають надзвичайно високих витрат фармацевтичних компаній, пов'язаних з їх виведенням на ринок.
А оскільки методики лікування з використанням нових препаратів також мають невеликий потенційний ринок, підприємства, які випускають їх, будуть змушені нести збитки.
Саме тому уряди і організації, що об'єднують пацієнтів з рідкісними захворюваннями (такі як EURORDIS), шукають можливості для економічного стимулювання фармацевтичних компаній, що займаються розробкою і виробництвом лікарських засобів для лікування рідкісних захворювань.